# Transportöransvar
Transportöransvar innebär att transportörer (såsom buss-, flyg- och färjebolag) är skyldiga att säkerställa att deras egna passagerare, vid resor över vissa internationella gränser, innehar de dokument som krävs för detta, till exempel giltigt pass och visum. En transportör som inte fullgör sitt transportöransvar riskerar olika typer av sanktioner av de nationella myndigheterna, såsom ekonomiska påföljder eller körförbud. Transportören är vanligtvis även skyldig att transportera tillbaka passagerare som nekas inresa. En transportör kan även vara skyldig att tillhandahålla vissa passageraruppgifter till ansvariga nationella myndigheter.
Syftet med transportöransvar är att bekämpa olaglig invandring genom att förhindra eller förbjuda transportörer att transportera personer som saknar de resehandlingar som krävs för laglig inresa. I praktiken försvåras även asylsökandes möjligheter att söka asyl i andra länder, om de saknar nödvändiga resehandlingar. Transportöransvar existerar över många gränser runt om i världen, men begreppet används framför allt för att beskriva de bestämmelser som tillämpas inom Schengensamarbetet i Europa.

## Transportöransvar vid resa till eller inom Schengenområdet
Enligt Schengenregelverket omfattas alla transportörer av transportöransvar vid inresa till Schengenområdet; transportöransvaret gäller dock endast för tredjelandsmedborgare. Vid resa inom Schengenområdet är däremot all typ av transportöransvar normalt förbjuden i enlighet med Schengenkodexens bestämmelser om avskaffandet av gränskontrollerna vid de inre gränserna; dock kan transportöransvar förekomma i samband med införandet av tillfälliga inre gränskontroller.

### Schengenregelverkets transportöransvar
Inom Schengensamarbetet finns gemensamma bestämmelser om transportöransvar vid inresa till Schengenområdet. Bestämmelserna återfinns i artikel 26 i Schengenkonventionen. Direktiv 2001/51/EG fastställer gemensamma miniminivåer för de ekonomiska påföljderna för de transportörer som inte fullgör sitt transportöransvar. Nationell lagstiftning reglerar de exakta villkoren för transportörerna. Direktiv 2004/82/EG innehåller även krav på kommersiella flygbolag att överföra vissa uppgifter om sina passagerare till ansvariga nationella myndigheter. Utöver Schengenområdet omfattar bestämmelserna även alla övriga medlemsstater inom Europeiska unionen, inklusive Irland.

#### Schengenkonventionen
Artikel 26 i Schengenkonventionen fastställer de gemensamma bestämmelserna för transportöransvar vid inresa till Schengenområdet (och övriga medlemsstater inom Europeiska unionen):
| ”                                   | 1. Om inte annat följer av förpliktelser i samband med anslutning till Genèvekonventionen den 28 juli 1951 angående flyktingars rättsliga ställning, ändrad genom New York-protokollet av den 31 januari 1967, skall de avtalsslutande parterna förplikta sig att i sin egen lagstiftning införa följande regler: a) Om en utlänning vägras inresa till någon avtalsslutande parts territorium, skall den transportör som ombesörjt luft-, sjö- eller landtransport fram till den yttre gränsen vara skyldig att utan dröjsmål återtaga ansvaret för denne. På anmodan av gränsövervakande myndigheter skall transportören ombesörja utlänningens återresa till det tredje land där han påbörjat sin resa, eller det tredje land som utfärdat det resedokument med vilket resan företagits, eller något annat tredje land som med säkerhet tillåter inresa. b) Transportören är skyldig att vidta alla nödvändiga åtgärder för att försäkra sig om att en utlänning, som transporteras luft- eller sjövägen, är innehavare av de dokument som krävs för inresa till de avtalsslutande parternas territorium. 2. Om inte annat följer av förpliktelser i samband med anslutning till Genèvekonventionen den 28 juni 1951 angående flyktingars rättsliga ställning, ändrad genom New Yorkprotokollet av den 31 januari 1967, samt med hänsyn till sin egen grundlag skall de avtalsslutande parterna förbinda sig att införa sanktioner mot transportörer som luft- eller sjövägen från tredje land till deras territorium befordrar utlänningar utan nödvändiga resedokument. 3. Bestämmelserna i 1 b och 2 avser även transportörer som ansvarar för grupptransporter i samband med internationella bussförbindelser, gränstrafik undantagen. | „ |
| – Artikel 26 i Schengenkonventionen | |   |

#### Direktiv 2001/51/EG
Direktiv 2001/51/EG innehåller ytterligare bestämmelser om Schengenregelverkets transportöransvar. Till exempel fastställer direktivet miniminivåer för de ekonomiska påföljderna mot transportörer som inte fullgör sitt transportöransvar. Varje medlemsstat genomför bestämmelserna genom nationell lagstiftning. Enligt direktivet ska sanktionerna vara ”avskräckande, effektiva och proportionerliga”. Minimibeloppet som ekonomisk påföljd får inte understiga 3 000 euro per person, medan maximibeloppet inte får understiga 5 000 euro. Vid tillämpning av schablonbelopp får påföljden inte understiga 500 000 euro, oberoende av antalet personer som transporterats. Bestämmelserna påverkar dock inte medlemsstaternas skyldigheter enligt flyktingkonventionen i de fall en tredjelandsmedborgare ansöker om asyl.
Direktivet hindrar inte medlemsstaterna från att vidta andra former av sanktioner, till exempel körförbud, beslagtagande och konfiskering av transportmedel eller tillfälligt upphävande eller återkallande av tillståndet att bedriva trafik. Direktivet föreskriver även att medlemsstaterna i den nationella lagstiftningen ska ge transportörerna tillgång till effektiva rättsmedel för att bestrida eventuella påföljder.

#### Direktiv 2004/82/EG
Genom direktiv 2004/82/EG är kommersiella flygbolag även skyldiga att överföra vissa uppgifter om sina passagerare till ansvariga nationella myndigheter vid resa över de yttre gränserna. Uppgifterna skickas till myndigheterna efter incheckningen, vanligtvis elektroniskt. Uppgifterna innefattar bland annat information om passagerarens resehandling, nationalitet, fullständiga namn och födelsedatum samt vid vilket gränsövergångsställe som resan äger rum. Alla uppgifter måste i regel raderas av både myndigheterna och transportörerna inom 24 timmar. Direktivet innehåller även bestämmelser om påföljder för flygbolag som genom fel eller försummelse underlåter att överföra uppgifterna på ett korrekt sätt. Dessa bestämmelser liknar i stort sett de som finns i direktiv 2001/51/EG, till exempel ska sanktionerna vara ”avskräckande, effektiva och proportionerliga”.
Den 13 december 2022 presenterade Europeiska kommissionen ett lagförslag med uppdaterade bestämmelserna för överföringen av förhandsinformation om passagerare samt en utökning av detta transportöransvar till att även gälla flyg över de inre gränserna inom Europeiska unionen. De två nya förordningarna antogs av Europaparlamentet och Europeiska unionens råd den 19 december 2024.

#### Sveriges utlänningslag
I Sverige är bestämmelserna om Schengenregelverkets transportöransvar införlivade genom utlänningslagen:
| ”                                               | En transportör skall kontrollera att en utlänning, som transportören transporterar till Sverige direkt från en stat som inte omfattas av Schengenkonventionen, innehar pass och de tillstånd som krävs för resa in i landet. Transportören skall, om det inte är obehövligt på grund av resultatet av kontroll som utförs enligt första stycket, även kontrollera att utlänningen har medel för sin hemresa. | „ |
| – 9 kap. 3 § svenska utlänningslagen (2005:716) | |   |

| ”                                                | Om en utlänning som har kommit till Sverige med ett fartyg eller ett luftfartyg direkt från en stat som inte omfattas av Schengenkonventionen avvisas därför att utlänningen saknar pass eller de tillstånd som krävs för att resa in i landet eller medel för hemresan, är transportören skyldig att ersätta staten för 1. kostnaden för utlänningens resa från Sverige, 2. resekostnaden från Sverige och tillbaka för den bevakningspersonal som behöver följa med, och 3. kostnaden för utlänningens uppehälle här innan avvisningen kan verkställas, om dröjsmålet av verkställigheten beror på transportören. Transportören (fartygets eller luftfartygets ägare eller brukare) skall helt eller delvis befrias från denna skyldighet, om 1. transportören visar sig ha haft skälig anledning att anta att utlänningen hade rätt att resa in i Sverige, eller 2. det med hänsyn till kostnadens storlek eller av andra skäl framstår som uppenbart oskäligt att kräva ut ersättning för kostnaden. | „ |
| – 19 kap. 2 § svenska utlänningslagen (2005:716) | |   |

I 20 kap. utlänningslagen beskrivs människosmuggling som ett brott där någon ”uppsåtligen hjälper en utlänning att olovligen komma in i eller passera genom Sverige, en annan EU-stat eller Island, Norge, Schweiz eller Liechtenstein”.

### Transportöransvar vid resainomSchengenområdet
Utöver det transportöransvar som finns reglerat genom Schengenregelverket har flera Schengenländer vid olika tillfällen infört liknande transportöransvar för resor inom Schengenområdet. Till exempel införde Sverige ett sådant transportöransvar i januari 2016 för resor från Danmark till Sverige till följd av flyktingkrisen 2015. I mars 2022 föreslog den svenska regeringen införandet av ett liknande transportöransvar till följd av ukrainska flyktingkrisen 2022. Även Tjeckien och Tyskland har haft olika typer av sådana transportöransvar.
Europeiska kommissionen har haft en skeptisk inställning till transportöransvar för resor inom Schengenområdet. I december 2018 konstaterade EU-domstolen i ett förhandsavgörande att ett transportöransvar för busslinjer över de inre gränserna har ”samma verkan som in- och utresekontroller” och är således oförenligt med Schengenkodexens bestämmelser om avskaffandet av gränskontrollerna vid de inre gränserna. EU-domstolen har dock ännu inte tolkat huruvida transportöransvar är tillåtet när tillfälliga gränskontroller har införts vid en inre gräns. Kommissionen har upprepade gånger gjort bedömningen att inte heller i sådana fall är ett transportöransvar förenligt med unionsrätten. Flera medlemsstater, däribland Danmark och Finland, har dock nationella utlänningslagar som innehåller möjligheter till att införa transportöransvar vid tillfälliga inre gränskontroller.

#### Tillfälligt transportöransvar vid resa från Danmark till Sverige 2016–2017
Den 17 december 2015 godkände Sveriges riksdag en tillfällig lag som gav den svenska regeringen möjlighet att, vid allvarlig fara för den allmänna ordningen eller den inre säkerheten, införa transportöransvar för buss, tåg eller passagerarfartyg vid resa över inre gräns till Sverige. Lagförslaget lades fram av regeringen som ett försök att minska antalet asylsökande som ankom till Sverige till följd av flyktingkrisen 2015. Lagen genomfördes genom en nära rekordsnabb lagstiftningsprocess, där lagförslaget publicerades för remisser den 30 november 2015, med svar förväntat inom tre dagar, och proposition framlades för riksdagen den 9 december. Detta kan jämföras med den normala lagstiftningsprocessen som brukar ta omkring ett år. Lagen trädde i kraft den 21 december 2015 och gällde i tre år fram till den 21 december 2018.
Dagen efter att lagen hade trätt i kraft beslutade den svenska regeringen genom en förordning att införa transportöransvar för inresa från Danmark. Bestämmelserna började gälla den 4 januari 2016 och omfattade tåg- och busstrafik samt färjetrafik på upp till 20 nautiska mil (förbindelsen mellan Helsingör och Helsingborg omfattades således). Följaktligen sattes identitetskontroller upp av DSB och Skånetrafiken vid Köpenhamns flygplats järnvägsstation och av Scandlines vid Helsingörs färjeterminal, med stora förseningar i trafikflödena mellan Sverige och Danmark som följd. Den första förordningen gällde till och med den 4 juli 2016. Genom ytterligare tre förordningar förlängdes bestämmelserna stegvis fram till den 4 maj 2017. Efter kritik från Europeiska kommissionen meddelande den svenska regeringen den 2 maj 2017 att transportöransvaret inte skulle förlängas efter den 4 maj 2017. I maj 2017 konstaterade Justitiekanslern att det införda transportöransvaret inte utgjorde en överträdelse av unionsrätten som var tillräckligt tydlig för att grunda skadeståndsansvar för svenska staten gentemot till exempel drabbade pendlare. Kammarrätten i Sundsvall ansåg i en dom den 16 mars 2021 att den tillfälliga lagen inte var oförenlig med Schengenkodexens bestämmelser eftersom tillfälliga inre gränskontroller hade införts vid det berörda gränsavsnittet.

#### Förslag till tillfälligt transportöransvar vid resa till Sverige 2022
Den 15 mars 2022 lade den svenska regeringen fram ett lagförslag om att regeringen, vid allvarlig fara för den allmänna ordningen eller den inre säkerheten till följd av Rysslands invasion av Ukraina, tillfälligt skulle kunna införa transportöransvar för buss, tåg eller passagerarfartyg vid resa över inre gräns till Sverige. Orsaken var det ökade antalet asylsökande och personer i behov av tillfälligt skydd till följd av kriget i Ukraina. Förslaget, som i stort sett liknade den tillfälliga lagen från flyktingkrisen 2015, skickades ut på remiss samma dag. Till skillnad från transportöransvaret som var i kraft 2016–2017 omfattade förslaget även resor från Finland, däremot inte resor från Norge. Flera av remissinstanserna, särskilt olika transportörer, Haparanda kommun och Region Skåne, uttryckte skarp kritik mot lagförslaget, som de menade skulle medföra stora problem för pendlare och kollektivtrafikbolagen i de berörda gränsregionerna. Till följd av detta drog regeringen tillbaka förslaget den 24 mars 2022. För att transportöransvaret skulle träda i kraft hade Sveriges riksdag först behövt godkänna lagförslaget och därefter hade regeringen behövt utfärda en förordning.

#### Transportöransvar i Sverige vid allvarlig fara mot allmän ordning eller inre säkerhet
Den 23 november 2023 lade den svenska regeringen fram ett nytt lagförslag om att regeringen, vid allvarlig fara för den allmänna ordningen eller den inre säkerheten, skulle kunna införa transportöransvar för buss, tåg eller passagerarfartyg vid resa över inre gräns till Sverige. Till skillnad från tidigare transportöransvar i Sverige innebär den nya lagen att transportörer kan bli skyldiga att säkerställa att alla deras passagerare bär med sig en giltig identitetshandling till Sverige. Förslaget fick skarp kritik från flera remissinstanser. Även Lagrådet avstyrkte lagförslaget, bland annat med hänvisning till att förslaget ansågs vara rättsosäkert och i strid med unionsrätten. Den 21 december 2023 gick regeringen dock vidare med en oförändrad proposition, som godkändes av Sveriges riksdag den 15 februari 2024. Lagen trädde i kraft den 1 mars 2024.
Lagen innebär att regeringen genom en förordning kan besluta att införa förbud mot att transportera personer utan giltiga identitetshandlingar till Sverige under en tillfällig period på högst sex månader. Om den allvarliga faran mot den allmänna ordningen eller den inre säkerheten kvarstår, kan detta förbud förlängas i perioder om sex månader i taget.

#### Transportöransvar i Danmark vid tillfälligt införande av inre gränskontroller
Enligt Danmarks utlänningslag kan transportöransvar införas även för resa över en inre gräns om tillfälliga inre gränskontroller har införts:
| ”                                      | Den, der bringer en udlænding her til landet, straffes med bøde, såfremt den pågældende udlænding ved indrejse i Danmark eller i transit i en dansk lufthavn ikke er i besiddelse af fornøden rejselegitimation og visum, jf. § 39. Stk. 2. Bestemmelsen i stk. 1 finder ikke anvendelse ved indrejse fra et Schengenland, medmindre udlændinge- og integrationsministeren har truffet beslutning om, at stk. 1 skal finde anvendelse, i forbindelse med at der er indført indrejsekontrol ved grænsen i medfør af Schengengrænsekodeksens artikel 25, jf. § 38, stk. 2. (...) | „ |
| – 9 kap. 59 a § danska utlänningslagen | |   |

#### Transportöransvar i Finland vid tillfälligt införande av inre gränskontroller
Enligt Finlands utlänningslag kan transportöransvar införas även för resa över en inre gräns om tillfälliga inre gränskontroller har införts:
| ”                                            | Transportörers skyldigheter vid trafik över de inre gränserna Bestämmelserna i detta kapitel tillämpas också vid trafik över de inre gränserna när gränskontroll tillfälligt har återinförts vid de inre gränserna i enlighet med kapitel 2 i avdelning III i kodexen om Schengengränserna och 15 § i gränsbevakningslagen. | „ |
| – 11 kap. 184 a § finländska utlänningslagen | |   |

## Transportöransvar i andra delar av världen
Utöver Schengenområdet förekommer transportöransvar vid inresa till bland annat Australien, Kanada och USA.

## Effekter på asylsökande
Eftersom en transportör inte kan veta på förhand om en person kommer att beviljas asyl innebär detta att transportörer avstår från att transportera personer som saknar giltiga resehandlingar, även om de enligt flyktingkonventionen skulle kunna komma att betraktas som flyktingar. I praktiken försvårar detta asylsökandes möjligheter att ta sig till Schengenområdet för att söka asyl, även om transportöransvaret formellt inte får inverka på medlemsstaternas förpliktelser enligt flyktingkonventionen. Samtidigt har försvårandet av migrationsströmmar varit ett av skälen till att transportöransvaret infördes. Istället tvingas asylsökande att ta sig in i Europeiska unionen genom olagliga, och ofta betydligt dyrare, vägar, till exempel genom sjöodugliga båtar över Medelhavet med hjälp av smugglare.
Mot bakgrund av detta har transportöransvaret fått kritik från bland annat Amnesty, som menar att flygbolagen inte kan avgöra vem som är flykting. Även Hans Rosling, tidigare professor i internationell hälsa vid Karolinska institutet, argumenterade för att transportöransvaret gör att flyktingar sätter sig på farliga båtar över Medelhavet och menade att de belopp flyktingar betalar till smugglare vida överstiger vad det hade kostat för dem att köpa en flygbiljett.
Ett förslag på lösning har varit att inrätta humanitära visum, som skulle ge en person med tydliga asylskäl möjlighet att på laglig väg ta sig direkt till Schengenområdet för att där söka asyl. Detta har föreslagits av bland annat Hans Rosling, vissa riksdagsledamöter och diverse debattörer. Sveriges riksdag har dock avvisat flera motioner om detta med huvudmotiveringen att visumpolitiken måste följa den gemensamma viseringspolitiken, dock utan att kräva att den svenska regeringen tar upp frågan i Europeiska unionens råd. På europeisk nivå har liknande förslag diskuterats, men hittills inte antagits.

## Andra liknande bestämmelser
Utöver transportöransvar kan transportörer vara skyldiga att kontrollera sina passagerares identitet av säkerhetsskäl. Detta gäller särskilt flyg- och färjetrafik. Exempelvis finns ett direktiv inom Europeiska unionen som föreskriver att rederier måste registrera sina passagerares namn, kön, nationalitet och födelsedatum vid resor som överstiger 20 nautiska mil. Dessa bestämmelser syftar till att underlätta räddningsinsatser vid olyckor och gäller även inhemska färjeförbindelser. Direktivet fastställer inga krav på att rederierna ska utföra identitetskontroller för att verifiera passageraruppgifterna.
Sådana krav kan dock förekomma i den nationella lagstiftningen, till exempel införde Sverige vissa krav på identitetskontroller i november 2015, vilka tillfälligt skärptes ytterligare i mars 2022 i samband med ukrainska flyktingkrisen 2022. I augusti 2022 beslutade den svenska regeringen att förlänga de skärpta kraven med fyra månader till den 31 december 2022, något som möttes av protester från berörda rederier. Kraven förlängdes därefter halvårsvis fram till och med den 31 december 2024. Även om dessa krav på identitetskontroller officiellt motiverades av skärpta säkerhetskrav, var de i praktiken åtgärder för att försvåra för asylsökande att ta sig till Sverige.
Liknande bestämmelser om kontroll av passagerares identitet kan även förekomma för flygresor. Flygbolag och rederier kan ha användaravtal som kräver passageraren på ersättning ifall han eller hon har använt sig av en falsk eller stulen identitetshandling.